# Фаэтон (музей)
Музей техники «Фаэтон» (укр. Музей техніки «Фаетон») — крупнейший украинский частный музей техники (ретроавтомобилей, мотоциклов и военной техники), расположенный в Запорожье. Основан в 2008 году.

## История
Автомотоклуб «Фаэтон» был основан в 2001 году. Первый экземпляр будущей коллекции музея, ЗИС 1944 года, был куплен в 2001 году. Машина была приобретена для рекламы строительной фирмы. Однако в 2003 году автомобиль был показан на парад Победы, где приглянулся ветеранам и жителям города, что привело к идее о создании музея.
15 февраля 2008 года в Запорожье открылась выставка, на которой была представлена значительная часть автомобилей из коллекций участников автомотоклуба имени Леонида Евтихиевича Хлевного «Фаэтон». Автомоклуб устраивал выездные экспозиции на свежем воздухе в День Победы, День города или День автомобилиста. С 1 декабря 2011 года музей стал базироваться в новом здании, площадью 3 тыс. м2, где открылась стационарная экспозиция.
В конце 2012 года был открыт второй зал музея, в котором выставлена техника и оружие периода Второй мировой войны.
В 2013 году был открыт третий зал музея, в котором представлены ретроавтомобили «Запорожец».
В 2016 году был открыт пятый зал музея, в котором выставлены большая грузовая военная техника, начиная с 1932 года выпуска
В 2018 году был открыт зал иностранных ретроавтомобилей
В 2013 году коллекция музея была зарегистрирована представителями Книги рекордов Украины как самое крупное собрание машин и мотоциклов Украины.
В 2016 году телеканал ТВ-5 выпустил телефильм «Фаэтон. Машины времени» как часть цикла «Легенды», посвятив его восьми экспонатам музея.
«Фаэтон» регулярно показывает свою коллекцию на выезде: в Запорожье, Киеве, Харькове, Одессе. Во Львове отреставрированные «Мерседес» 1963 года выпуска и «Кадиллак» 1975-го заняли первое и третье места в гонках ретро-автомобилей.
В 2018 году музей «Фаэтон» представлял индустриальное направление туризма в городе Запорожье на туристической выставке UITT «Украина — путешествия и туризм».
Летом 2019 года был открыт шестой зал музея, в котором представлена бытовая техника начиная с конца XIX века.
С 2020 года музей сотрудничает с Международной федерацией исторических транспортных средств.
В 2021 году в новом здании был открыт седьмой зал, где собрана сельскохозяйственная техника, железнодорожный и автотранспорт, строительная и военная техника.
Помимо экспозиции ретро-техники, в «Фаэтоне» ремонтируют бронетранспортёры и армейские грузовики для Вооружённых сил и Национальной гвардии Украины. С 2014 года здесь отремонтировали более пятидесяти единиц военной техники. Технику на ремонт музею отправляют несколько воинских частей.

## Экспозиция музея
По состоянию на 2018 год в экспозиции музея находилось более 150 экспонатов, среди которых ретроавтомобили, мотоциклы, серийные и редкие опытные образцы военной техники, стрелковое оружие. Ряд экспонатов находятся на ходу и регулярно принимают участие в различных исторических реконструкциях.
Среди упоминаемых экспонатов музея:
- «Ford-Т» 1919 года выпуска[18]
- грузовик ЗИС-5, 1939 года выпуска, аналогичный тому, что находится на постаменте памятника воинам-автомобилистам у южного въезда в Запорожье.
- «Катюша», найденная в Запорожской области и участвовавшая несколько раз на парадах в Киеве[11].
- грузовой автомобиль МАЗ-502 повышенной проходимости на базе семитонного грузовикa МАЗ-200[19]

Для посетителей открыто основное здание музея (6 выставочных залов) и уличная экспозиция.
Автомобили музея неоднократно использовались при съёмках фильмов.

## Фотогалерея

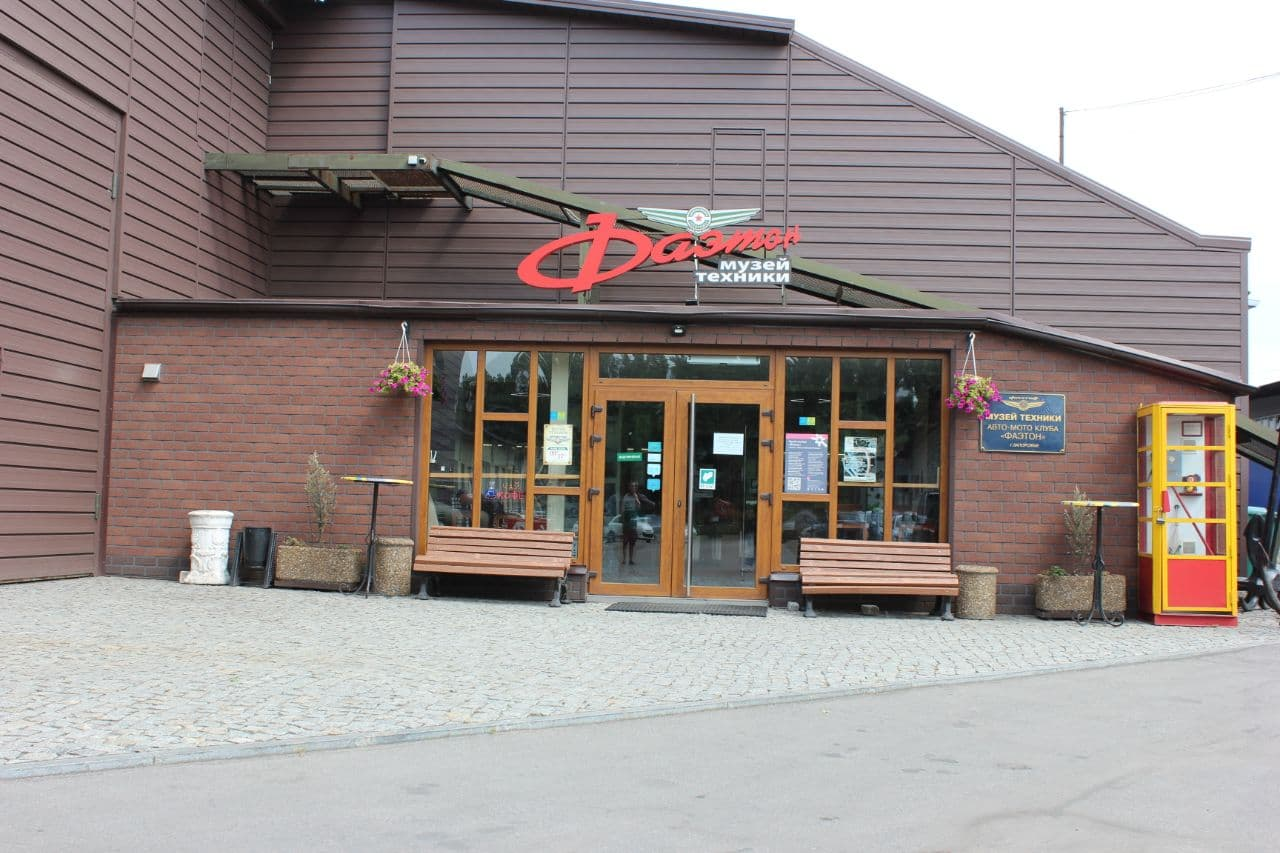
Фасад музея "Фаэтон"
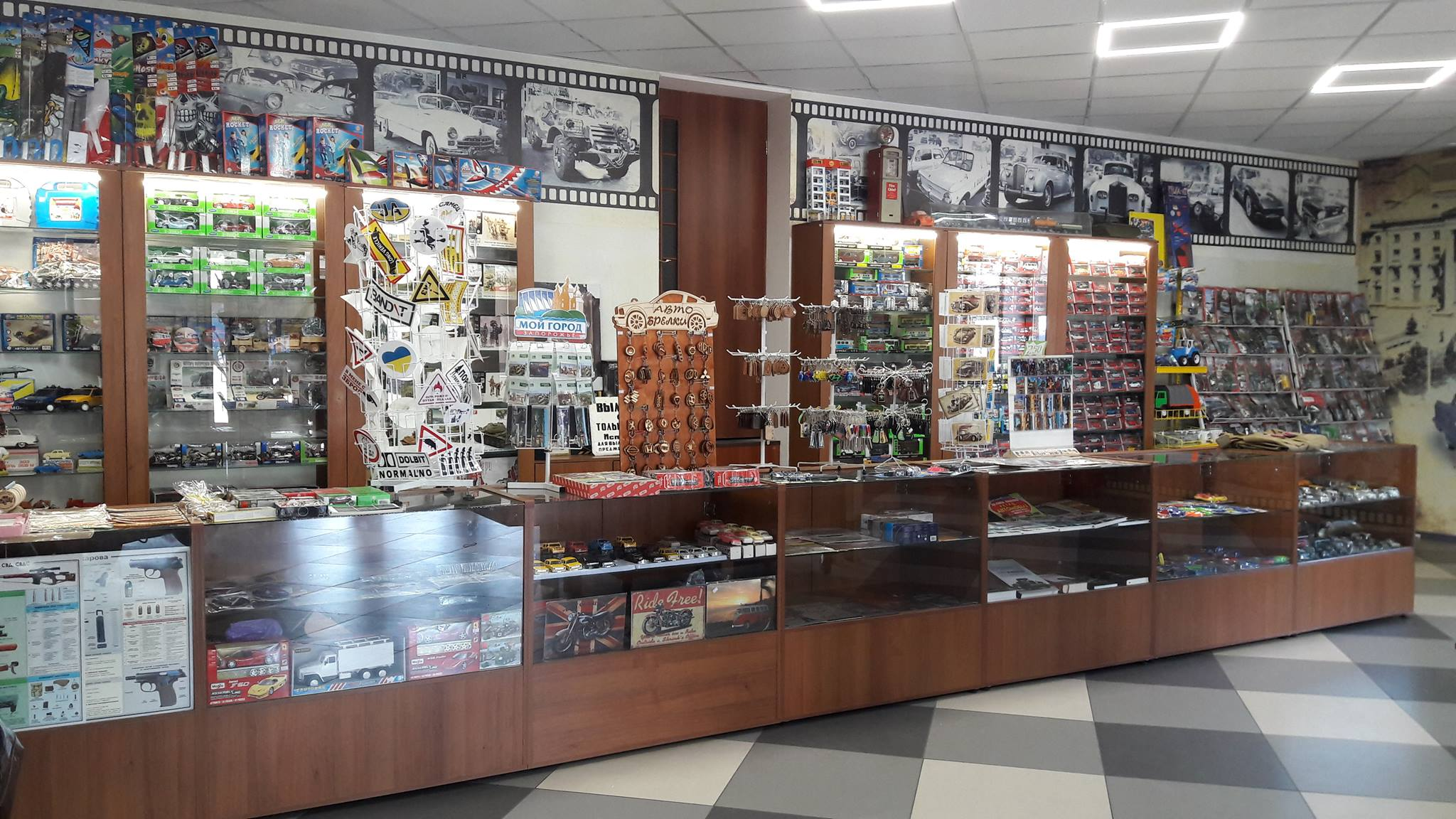
Сувенирная лавка
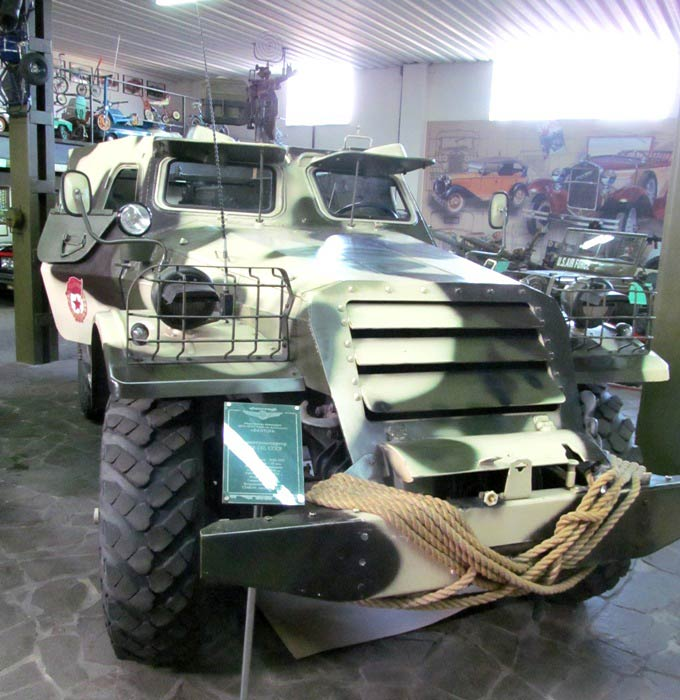
Бронетранспортёр БТР-152